# Kołakowscy herbu Kościesza

Herb Kościesza

Kołakowscy herbu Kościesza – polska rodzina szlachecka pieczętująca się herbem Kościesza, wywodząca się ze wsi Kołaki na Mazowszu.
Pierwszym zanotowanym (w 1421 r.) przedstawicielem rodu, był Albert z Kołaków. Zamieszkiwali licznie powiat zambrowski i ziemie ciechanowską.
Od Ścibora z Kołaków miała się wywodzić rodzina Ciborowskich, a rodzina Kułakowskich miała być tożsama z Kołakowskimi.

## Przedstawiciele rodziny
- Antoni Kołakowski - wojski bełski
- Baltazar Kołakowski - poborca zambrowski i sędzia ziemski
- Bartłomiej Kołakowski - podstarości łomżyński
- Hieronim Kołakowski - polski lekarz, profesor i rektor Akademii Zamojskiej
- Jan Kołakowski - sekretarz i bibliotekarz akademii wileńskiej
- Józef Kołakowski - regent wiski
- Klemens Kołakowski - dziennikarz i poeta
- Kazimierz Kołakowski - skarbnik bracławski
- Marcin Kołakowski - poborca ziemi łomżyńskiej
- Mikołaj Kołakowski - poborca ziemi ciechanowskiej
- Seweryn Kołakowski - sędzia zambrowski
- Stanisław Kołakowski - kanonik pułtuski
- Stanisław Kołakowski - polski lekarz i poeta z XVI wieku
- Wojciech Kołakowski - emisariusz Bohdana Chmielnickiego
- Wojciech Kołakowski - komornik ziemski zakroczymski

## Inne rody
Były też rodziny szlacheckie o tym nazwisku pieczętujące się innymi herbami.